# 石谷清定 (兵四郎)
石谷 清定（いしがや きよさだ）は、江戸時代中期の旗本。

## 生涯
久松定矩の息子であったが、石谷清長の養子となり清長の娘を妻として名跡を継ぐ。元禄14年（1701年）9月15日に徳川綱吉に初めて拝謁し、宝永元年（1704年）2月27日に石谷清長の跡を継いだが、同年10月8日に歿した。 